# Go-Toba
Go-Toba (後鳥羽天皇, Go-Toba-tennō; 6 agosto 1180 – 28 marzo 1239) è stato l'82º imperatore del Giappone secondo il tradizionale ordine di successione.

## Biografia
Figlio dell'imperatore Takakura e fratello dell'imperatore Antoku, cui successe. Il suo regno ebbe inizio nel 1183 terminando poi nel 1198. Il suo nome personale era Takahira-shinnō  (尊成親王?, Takahira-shinnō).
Nel 1192, dopo la morte di Go-Shirakawa, fu costretto a rinunciare ai suoi poteri politici e ad assegnare a Minamoto no Yoritomo la prestigiosa carica di sei-itaishōgun, che per la prima volta nel corso della storia non fu solo una carica militare (infatti veniva data ai generali impegnati nelle battaglie) ma anche una carica politica.
Ritiratosi nel 1198, continuò a svolgere un ruolo importante nel paese, fallendo nel 1221 un tentativo di rivolta contro il bakufu, venendo quindi esiliato.
Poeta, il suo nome è incluso nella lista dei Trentasei nuovi immortali della poesia.